# Фармерсвілл (Каліфорнія)
Фармерсвілл (англ. Farmersville) — місто (англ. city) в США, в окрузі Туларе штату Каліфорнія. Населення — 10 397 осіб (2020).

## Географія
Фармерсвілл розташований за координатами 36°18′19″ пн. ш. 119°12′29″ зх. д. / 36.30528° пн. ш. 119.20806° зх. д. (36.305352, -119.208135).  За даними Бюро перепису населення США в 2010 році місто мало площу 5,85 км², уся площа — суходіл.

## Демографія
Згідно з переписом 2010 року, у місті мешкало 10 588 осіб у 2595 домогосподарствах у складі 2263 родин. Густота населення становила 1810 осіб/км².  Було 2726 помешкань (466/км²).
Расовий склад населення:
| - 50,0 % — білих - 2,0 % — корінних американців - 0,7 % — азіатів - 0,6 % — чорних або афроамериканців - 42,4 % — осіб інших рас |

До двох чи більше рас належало 4,2 %. Частка іспаномовних становила 83,8 % від усіх жителів.
За віковим діапазоном населення розподілялося таким чином: 36,8 % — особи молодші 18 років, 56,6 % — особи у віці 18—64 років, 6,6 % — особи у віці 65 років та старші. Медіана віку мешканця становила 26,2 року. На 100 осіб жіночої статі у місті припадало 101,5 чоловіків;  на 100 жінок у віці від 18 років та старших — 100,4 чоловіків також старших 18 років.
Середній дохід на одне домашнє господарство  становив 45 470 доларів США (медіана — 33 548), а середній дохід на одну сім'ю — 47 799 доларів (медіана — 36 081). Медіана доходів становила 29 153 долари для чоловіків та 23 872 долари для жінок. За межею бідності перебувало 31,2 % осіб, у тому числі 39,3 % дітей у віці до 18 років та 25,3 % осіб у віці 65 років та старших.
Цивільне працевлаштоване населення становило 3838 осіб. Основні галузі зайнятості: сільське господарство, лісництво, риболовля — 22,2 %, роздрібна торгівля — 11,7 %, освіта, охорона здоров'я та соціальна допомога — 10,7 %, виробництво — 10,3 %.